# فيكتور سانيكديز
فيكتور سانيكديز (بالجورجية: ვიქტორ სანიკიძე) مواليد 1 أبريل 1986 في تبليسي، الجمهورية الجورجية السوفيتية الاشتراكية، الاتحاد السوفيتي، هو لاعب كرة سلة جورجي. بدأ مسيرته الاحترافية في سنة 2003. تم اختياره من قبل فريق أتلانتا هوكس خلال الدرافت. يحمل الرقم 31. يبلغ طوله 6 قدم 8 بوصة (2.0 م).

## المسيرة الاحترافية
لعب مع جاي دي أيه ديجون في الدوري الفرنسي من سنة 2003 إلى 2006، ثم لعب مع سي بي إستوديانتس في الدوري الإسباني في موسم 2006–2007، ثم لعب مع دينامو تبليسي في سنة 2008، ثم لعب مع فيرتوس بالاكانسترو بولونيا من سنة 2009 إلى 2012، ثم لعب مع منز سانا 1871 باسكت في موسم 2012–2013، ثم لعب مع باسكت سرقسطة 2002 في الدوري الإسباني في موسم 2013–2014، ثم لعب مع أريس في سنة 2016.

## روابط خارجية
- فيكتور سانيكديز على موقع الاتحاد الدولي لكرة السلة (الإنجليزية)
- فيكتور سانيكديز على موقع الدوري الأوروبي لكرة السلة (الإنجليزية)
- فيكتور سانيكديز على موقع سبورتس رفرنس (الإنجليزية)
- فيكتور سانيكديز على موقع الدوري الإسباني لكرة السلة (الإسبانية)
- فيكتور سانيكديز على موقع كرة السلة الأوروبية.كوم (الإنجليزية)
- فيكتور سانيكديز على موقع ريلجم (الإنجليزية)
- فيكتور سانيكديز على موقع بروبوليرز (الإنجليزية)
- فيكتور سانيكديز على موقع سبورتس رفرنس (الإنجليزية)